# 真夜中の戦場/クリスマスを贈ります
『真夜中の戦場/クリスマスを贈ります』（原題：A Midnight Clear）は、1992年のアメリカ映画。
監督は、テレビシリーズ『デクスター 警察官は殺人鬼』のキース・ゴードン。

## ストーリー
1944年冬、第二次世界大戦末期のアルデンヌの森。アメリカ軍は若い兵士6名による偵察隊を繰り出すが、途中ドイツ軍と遭遇し、にらみ合いになる。ところがクリスマスの夜、ふとしたことから顔を合わせた彼らは、酒を酌み交わして友好を深めてしまう。そして、戦いを避けるためにパフォーマンスの戦闘を行い、互いに撤収することを打ち合わせる。

## キャスト
- バド・ミラー - ピーター・バーグ
- メル・アバキアン - ケヴィン・ディロン
- スタン・シュツァー - アリー・グロス
- ウィル・ノット - イーサン・ホーク
- ヴィンス・ウィルキンズ - ゲーリー・シニーズ
- マンディ神父 - フランク・ホエーリー
- ウェア大尉 - ラリー・ジョシュア（英語版）
- ハント軍曹 - デヴィッド・ジェンセン（英語版）
- ドイツの兵士 - カート・ローエンス（英語版）
- ジャニス - レイチェル・グリフィン
- グリフィン少佐 - ジョン・C・マッギンリー
- エディー - ティモシー・S・シューメイカー
- ドイツの若い英雄 - ケリー・ゲートリー
- アメリカの衛兵 - ビル・オズボーン

## その他
- 日本では劇場未公開につき、1993年12月20日ビデオソフトがソニー・ピクチャーズ・エンタテインメントより販売された。DVDは未発売（2015年1月現在）[2]。
- 本作で共演したイーサン・ホークとフランク・ホエーリーは、『グッバイ・ジョー』、『チェルシーホテル』でも共演している。